# 佐々木貞氏
佐々木 貞氏（ささき さだうじ）は、鎌倉時代末期から南北朝時代にかけての武将。鏡貞氏とも。

## 略歴
京極氏4代当主・佐々木宗氏の子として誕生。鏡氏を名乗る。建武2年（1335年）、出家した。
興国2年/暦応4年（1341年）1月20日、足利直義の命を受け大和国の神官・西阿を攻撃している。正平2年/貞和3年（1347年）、足利尊氏から近江国多賀社の地頭職を賜った。
正平10年/文和4年（1355年）、死去。子の高治、貞佑が鏡氏、秀氏は伊吹氏、貞高は長岡氏・一圓氏を名乗った。